# Falcaria
Falcaria és un gènere de arnes pertanyents a la subfamília Drepaninae. Va ser descrit per Adrian Hardy Haworth per primera vegada el 1809. Els seus pedipalps són esvelts i no arriben més enllà dels front. Antenae bipectinate (com una pinta com a les dues cares) en ambdós sexes fins a prop de l'àpex.

## Taxonomia
- Falcaria lacertinaria Linnaeus, 1758
- Falcaria bilineata Packard, 1864